# Kim Possible (film)
Kim Possible är en amerikansk komedi- och action/äventyrsfilm som är baserad på TV-serien med samma namn av Mark McCorkle och Bob Schooley och som hade premiär den 15 februari 2019 på Disney Channel. I huvudrollerna syns Sadie Stanley, Sean Giambrone och Ciara Riley Wilson. Återkommande skådespelare i filmen är Christy Carlson Romano, Nancy Cartwright och Patton Oswalt som tidigare har gjort de amerikanska rösterna till Kim Possible, Rufus och Professor Dementor i TV-serien.

## Rollista
- Sadie Stanley - Kim Possible
- Sean Giambrone - Ron Stoppable
- Ciara Riley Wilson - Athena
- Taylor Ortega - Shego
- Connie Ray - Mormor Possible
- Issac Ryan Brown - Wade
- Erika Tham - Bonnie Rockwaller
- Todd Stashwick - Drakken
- Maxwell Simkins - Unge Drakken
- Alyson Hannigan - Kims mamma
- Matthew Clarke - Kims pappa
- Owen och Connor Fielding - Jim och Tim
- Michael P. Northey - Mr. Barkin
- Patrick Sabongui - Dr. Glopman
- Cedric Ducharme - Cool Todd
- Christy Carlson Romano - Poppy Blue
- Nancy Cartwright - Rufus
- Patton Oswalt - Professor Dementor